# Sirisha Bandla
Sirisha Bandla (née vers 1988) est une ingénieure aéronautique indo-américaine et astronaute commerciale. Elle est vice-présidente chargée des affaires gouvernementales et des opérations de recherche scientifique pour Virgin Galactic. Elle a volé sur la mission Virgin Galactic Unity 22 qui a fait d'elle la deuxième femme née en Inde à s'approcher de l'espace,,, après les vols orbitaux de l'astronaute Kalpana Chawla.

## Jeunesse et études
Bandla est née dans le district de Guntur, dans le sud de l'État d'Andhra Pradesh, en Inde,. Après sa naissance, la famille de Bandla a déménagé de Tenali à Guntur. Jusqu'à l'âge de cinq ans, Bandla partageait son temps entre la maison de son grand-père à Hyderabad et la maison de sa grand-mère à Tenali. Bandla a ensuite déménagé à Houston, aux États-Unis, avec ses parents,. 
Bandla a obtenu son baccalauréat universitaire en génie aéronautique de l'Université Purdue. Elle a ensuite obtenu sa maîtrise en administration des affaires de l'Université de Georgetown.

## Carrière professionnelle
Bandla espérait devenir astronaute de la NASA, mais a été exclue pour des raisons médicales en raison de sa vue. Elle a auparavant travaillé pour la Commercial Spaceflight Federation (CSF) en tant qu'ingénieure aérospatiale. Au CSF, Bandla a travaillé avec Matthew Isakowitz. Elle a ensuite co-fondé la bourse Matthew Isakowitz en son honneur. 
Bandla a rejoint Virgin Galactic en 2015, où elle travaille en tant que vice-présidente chargée des affaires gouvernementales. Le dimanche 11 juillet 2021, Bandla a volé sur le vol d'essai Virgin Galactic Unity 22 aux côtés de Sir Richard Branson, Dave Mackay, Michael Masucci, Beth Moses, Colin Bennett. L'avion-fusée VSS Unity a volé à 85 km au-dessus de la Terre. Pendant le vol, Bandla a mené une expérience de l'Université de Floride pour étudier comment les plantes réagissent au changement de gravité. À propos de son vol, le grand-père de Bandla, le Dr Bandla Nagaiah, a déclaré : « Dès son plus jeune âge, elle avait cette ambition d'explorer le ciel, la lune et les étoiles. Sirisha avait jeté les yeux sur l'espace, et je ne suis pas du tout surpris qu'elle soit prête à réaliser son rêve. ».
Pendant ce vol Sirisha Bandla opère une expérience biologique pour le compte de la NASA.